# Llista de resolucions del Consell de Seguretat de les Nacions Unides 2001 a la 2100
Aquesta és una llista entre les resolucions 2001 a 2100 del Consell de Seguretat de les Nacions Unides aprovades entre el 28 de juliol de 2011 i el 25 d'abril de 2013.
| Resolució      | Data                   | Votació | Assumpte |
| -------------- | ---------------------- | ------- | --- |
| Resolució 2001 | 28 de juliol de 2011   | 15–0–0  | Estén el mandat de la Missió d'Assistència de les Nacions Unides per a l'Iraq                                              |
| Resolució 2002 | 29 de juliol de 2011   | 15–0–0  | Estreny sancions contra Eritrea i Somàlia                                                                                  |
| Resolució 2003 | 29 de juliol de 2011   | 15–0–0  | Estén el mandat de l'Operació Híbrida de la Unió Africana i les Nacions Unides al Darfur                                   |
| Resolució 2004 | 30 d'agost de 2011     | 15–0–0  | Estén el mandat d'UNIFIL                                                                                                   |
| Resolució 2005 | 14 de setembre de 2011 | 15–0–0  | Estén el mandat de l'Oficina de les Nacions Unides per a la Consolidació de la Pau a Sierra Leone                          |
| Resolució 2006 | 14 de setembre de 2011 | 15–0–0  | Els jutges nomenats temporalment al Tribunal Penal Internacional per a Ruanda poden votar i ser candidats a la presidència |
| Resolució 2007 | 14 de setembre de 2011 | 15–0–0  | Estén termini del mandat dels jutges al Tribunal Penal Internacional per a l'antiga Iugoslàvia                             |
| Resolució 2008 | 16 de setembre de 2011 | 15–0–0  | La situació a Libèria |
| Resolució 2009 | 16 de setembre de 2011 | 15–0–0  | Estableix la Missió de Suport de les Nacions Unides a Líbia                                                                |
| Resolució 2010 | 30 de setembre de 2011 | 15–0–0  | La situació a Somàlia |
| Resolució 2011 | 12 d'octubre de 2011   | 15–0–0  | Estén autorització de la Força Internacional d'Assistència i de Seguretat a Afganistan                                     |
| Resolució 2012 | 14 d'octubre de 2011   | 15–0–0  | Estén el mandat de la Missió d'Estabilització de les Nacions Unides a Haití                                                |
| Resolució 2013 | 14 d'octubre de 2011   | 15–0–0  | Permet que un jutge del Tribunal Penal Internacional per a Ruanda treballi a temps parcial                                 |
| Resolució 2014 | 21 d'octubre de 2011   | 15–0–0  | La situació al Iemen |
| Resolució 2015 | 24 d'octubre de 2011   | 15–0–0  | La situació a Somàlia |
| Resolució 2016 | 27 d'octubre de 2011   | 15–0–0  | Acabament de la intervenció militar a Líbia                                                                                |
| Resolució 2017 | 31 d'octubre de 2011   | 15–0–0  | La situació a Líbia |
| Resolució 2018 | 31 d'octubre de 2011   | 15–0–0  | Pau i seguretat a Àfrica                                                                                                   |
| Resolució 2019 | 16 de novembre de 2011 | 15–0–0  | La situació a Bòsnia i Hercegovina                                                                                         |
| Resolució 2020 | 22 de novembre de 2011 | 15–0–0  | La situació a Somàlia |
| Resolució 2021 | 29 de novembre de 2011 | 15–0–0  | La situació preocupant a la República Democràtica del Congo                                                                |
| Resolució 2022 | 2 de desembre de 2011  | 15–0–0  | Estén el mandat de la Missió de Suport de les Nacions Unides a Líbia                                                       |
| Resolució 2023 | 5 de desembre de 2011  | 13–0–2  | Pau i seguretat a Àfrica                                                                                                   |
| Resolució 2024 | 14 de desembre de 2011 | 15–0–0  | Informes del Secretari General sobre Sudan                                                                                 |
| Resolució 2025 | 14 de desembre de 2011 | 15–0–0  | La situació a Libèria |
| Resolució 2026 | 14 de desembre de 2011 | 15–0–0  | Estén el mandat de la Força de les Nacions Unides pel Manteniment de la Pau a Xipre                                        |
| Resolució 2027 | 20 de desembre de 2011 | 15–0–0  | La situació a Burundi |
| Resolució 2028 | 21 de desembre de 2011 | 15–0–0  | La situació a Orient Mitjà                                                                                                 |
| Resolució 2029 | 21 de desembre de 2011 | 15–0–0  | Permet a un jutge del Tribunal Penal Internacional per a Ruanda treballar a temps parcial                                  |
| Resolució 2030 | 21 de desembre de 2011 | 15–0–0  | La situació a Guinea Bissau                                                                                                |
| Resolució 2031 | 21 de desembre de 2011 | 15–0–0  | La situació a República Centreafricana                                                                                     |
| Resolució 2032 | 22 de desembre de 2011 | 15–0–0  | Informes del Secretari General sobre Sudan                                                                                 |
| Resolució 2033 | 12 de gener de 2012    | 15–0–0  | Pau i seguretat a Àfrica                                                                                                   |
| Resolució 2034 | 19 de gener de 2012    | 15–0–0  | Elecció i vacants al Cort Internacional de Justícia                                                                        |
| Resolució 2035 | 17 de febrer de 2012   | 15–0–0  | Informes del Secretari General sobre Sudan                                                                                 |
| Resolució 2036 | 22 de febrer de 2012   | 15–0–0  | La situació a Somàlia |
| Resolució 2037 | 23 de febrer de 2012   | 15–0–0  | La situació a Timor Oriental                                                                                               |
| Resolució 2038 | 29 de febrer de 2012   | 15–0–0  | Tribunal Penal Internacional per a l'antiga Iugoslàvia                                                                     |
| Resolució 2039 | 29 de febrer de 2012   | 15–0–0  | Pau i seguretat a Àfrica                                                                                                   |
| Resolució 2040 | 12 de març de 2012     | 15–0–0  | Estén el mandat de la Missió de Suport de les Nacions Unides a Líbia                                                       |
| Resolució 2041 | 22 de març de 2012     | 15–0–0  | Estén autorització de la Missió d'Assistència de les Nacions Unides a l'Afganistan                                         |
| Resolució 2042 | 14 d'abril de 2012     | 15–0–0  | Enviament d'una força d'observadors a Síria                                                                                |
| Resolució 2043 | 21 d'abril de 2012     | 15–0–0  | Estableix la Missió de Supervisió de les Nacions Unides a Síria                                                            |
| Resolució 2044 | 24 d'abril de 2012     | 15–0–0  | Estén el mandat de la Missió de Nacions Unides pel Referèndum al Sàhara Occidental                                         |
| Resolució 2045 | 26 d'abril de 2012     | 15–0–0  | Modificació de l'embargament d'armes i diamants contra Costa d'Ivori                                                       |
| Resolució 2046 | 2 de maig de 2012      | 15–0–0  | Informes del Secretari General sobre Sudan                                                                                 |
| Resolució 2047 | 17 de maig de 2012     | 15–0–0  | Informes del Secretari General sobre Sudan                                                                                 |
| Resolució 2048 | 18 de maig de 2012     | 15–0–0  | La situació a Guinea Bissau                                                                                                |
| Resolució 2049 | 7 de juny de 2012      | 15–0–0  | Prorroga el mandat del grup d'experts monitorant les sancions contra l'Iran                                                |
| Resolució 2050 | 12 de juny de 2012     | 15–0–0  | Prorroga el mandat del grup d'experts controlant les sancions contra Corea del Nord                                        |
| Resolució 2051 | 12 de juny de 2012     | 15–0–0  | La situació a l'Orient Mitjà                                                                                               |
| Resolució 2052 | 27 de juny de 2012     | 15–0–0  | La situació a l'Orient Mitjà                                                                                               |
| Resolució 2053 | 27 de juny de 2012     | 15–0–0  | La situació preocupant a la República Democràtica del Congo                                                                |
| Resolució 2054 | 29 de juny de 2012     | 15–0–0  | Tribunal Penal Internacional per a Ruanda                                                                                  |
| Resolució 2055 | 29 de juny de 2012     | 15–0–0  | No proliferació d'armes de destrucció massiva                                                                              |
| Resolució 2056 | 5 de juliol de 2012    | 15–0–0  | La situació a Mali |
| Resolució 2057 | 5 de juliol de 2012    | 15–0–0  | Informes del Secretari General sobre Sudan                                                                                 |
| Resolució 2058 | 19 de juliol de 2012   | 13–0–2  | Estén el mandat de Força de les Nacions Unides pel Manteniment de la Pau a Xipre                                           |
| Resolució 2059 | 20 de juliol de 2012   | 15–0–0  | Estén el mandat de la Missió de Supervisió de les Nacions Unides a Síria                                                   |
| Resolució 2060 | 25 de juliol de 2012   | 15–0–0  | La situació a Somàlia |
| Resolució 2061 | 25 de juliol de 2012   | 15–0–0  | Estén el mandat de la Missió d'Assistència de les Nacions Unides per a l'Iraq                                              |
| Resolució 2062 | 26 de juliol de 2012   | 15–0–0  | Estén el mandat de l'Operació de les Nacions Unides a Costa d'Ivori                                                        |
| Resolució 2063 | 31 de juliol de 2012   | 14–0–1  | Estén el mandat de l'Operació Híbrida de la Unió Africana i les Nacions Unides a Darfur                                    |
| Resolució 2064 | 30 d'agost de 2012     | 15–0–0  | Estén el mandat de la UNIFIL                                                                                               |
| Resolució 2065 | 12 de setembre de 2012 | 15–0–0  | Estén el mandat de la Oficina de les Nacions Unides per a la Consolidació de la Pau a Sierra Leone                         |
| Resolució 2066 | 17 de setembre de 2012 | 15–0–0  | La situació a Libèria |
| Resolució 2067 | 18 de setembre de 2012 | 15–0–0  | La situació a Somàlia |
| Resolució 2068 | 19 de setembre de 2012 | 11–0–4  | Nens i conflictes armats.                                                                                                  |
| Resolució 2069 | 9 d'octubre de 2012    | 15–0–0  | Estén autorització la Força Internacional d'Assistència i de Seguretat a Afganistan                                        |
| Resolució 2070 | 12 d'octubre de 2012   | 15–0–0  | Estén el mandat de la Missió d'Estabilització de les Nacions Unides a Haití                                                |
| Resolució 2071 | 12 d'octubre de 2012   | 15–0–0  | El conflicte al nord del Mali                                                                                              |
| Resolució 2072 | 31 d'octubre de 2012   | 15–0–0  | La situació a Somàlia |
| Resolució 2073 | 7 de novembre de 2012  | 15–0–0  | La situació a Somàlia |
| Resolució 2074 | 14 de novembre de 2012 | 15–0–0  | La situació a Bòsnia i Hercegovina                                                                                         |
| Resolució 2075 | 16 de novembre de 2012 | 15–0–0  | Informes del Secretari General sobre el Sudan                                                                              |
| Resolució 2076 | 20 de novembre de 2012 | 15–0–0  | La situació preocupant a la República Democràtica del Congo                                                                |
| Resolució 2077 | 21 de novembre de 2012 | 15–0–0  | La situació a Somàlia |
| Resolució 2078 | 28 de novembre de 2012 | 15–0–0  | La situació a la República Democràtica del Congo                                                                           |
| Resolució 2079 | 12 de desembre de 2012 | 15–0–0  | La situació a Libèria |
| Resolució 2080 | 12 de desembre de 2012 | 15–0–0  | Permet a un jutge del Tribunal Penal Internacional per a Ruanda treballar a temps parcial                                  |
| Resolució 2081 | 17 de desembre de 2012 | 14–0–1  | Tribunal Penal Internacional per a l'antiga Iugoslàvia                                                                     |
| Resolució 2082 | 17 de desembre de 2012 | 15–0–0  | Amenaces a la pau i seguretat internacionals causades per actes terroristes.                                               |
| Resolució 2083 | 17 de desembre de 2012 | 15–0–0  | Amenaces a la pau i seguretat internacionals causades per actes terroristes.                                               |
| Resolució 2084 | 19 de desembre de 2012 | 15–0–0  | La situació a l'Orient Mitjà.                                                                                              |
| Resolució 2085 | 20 de desembre de 2012 | 15–0–0  | La situació a Mali, incloses sancions a MOJWA.                                                                             |
| Resolució 2086 | 21 de gener de 2013    | 15–0–0  | Missions de pau de les Nacions Unides                                                                                      |
| Resolució 2087 | 22 de gener de 2013    | 15–0–0  | La situació a Corea del Nord                                                                                               |
| Resolució 2088 | 24 de gener de 2013    | 15–0–0  | La situació a la República Centreafricana                                                                                  |
| Resolució 2089 | 24 de gener de 2013    | 14–0–1  | La situació a Xipre |
| Resolució 2090 | 13 de febrer de 2013   | 15–0–0  | La situació a Burundi |
| Resolució 2091 | 14 de febrer de 2013   | 15–0–0  | La situació al Sudan |
| Resolució 2092 | 22 de febrer de 2013   | 15–0–0  | La situació a Guinea Bissau                                                                                                |
| Resolució 2093 | 6 de març de 2013      | 15–0–0  | Facilita l'embargament d'armes a Somàlia i estén el mandat d'AMISOM per un altre any                                       |
| Resolució 2094 | 7 de març de 2013      | 15–0–0  | Sancions per limitar importacions de béns de luxe a Corea del Nord                                                         |
| Resolució 2095 | 14 de març de 2013     | 15–0–0  | La situació a Líbia |
| Resolució 2096 | 19 de març de 2013     | 15–0–0  | La situació a Afganistan                                                                                                   |
| Resolució 2097 | 26 de març de 2013     | 15–0–0  | La situació a Sierra Leone                                                                                                 |
| Resolució 2098 | 28 de març de 2013     | 15–0–0  | La situació a la República Democràtica del Congo                                                                           |
| Resolució 2099 | 25 d'abril de 2013     | 15–0–0  | La situació al Sàhara Occidental                                                                                           |
| Resolució 2100 | 25 d'abril de 2013     | 15–0–0  | La situació a Mali |